# Los Sírex
Los Sírex és un grup català de rock nascut en la dècada dels 60 i format inicialment per Antoni Miquel Cervero "Leslie" com a vocalista, Lluís Gomis a la bateria, Josep Fontsere a la guitarra rítmica, Guillermo Rodríguez Holgado en el baix i compositor i Manolo Madruga a la guitarra solista. Li van posar a la banda aquest nom perquè Guillermo treballava en una fàbrica d'ulleres i li va agradar la paraula Sírex, que designa un fil d'ajust dels vidres a les muntures. Van arribar a ser identificats com a intèrprets de rock and roll amb algunes lletres que els suposaria problemes amb la censura franquista de l'època. Van tenir l'encert de gravar cançons com 'La Escoba', 'Que se mueran los feos' o 'Yo grito' que el públic va fer seves i que amb el pas dels anys han resultat ser peces imprescindibles de la història del rock espanyol.

## Biografia
El grup es va formar el juny de 1959 a Barcelona, quan tres amics i veïns (Guillermo Rodríguez Holgado, Antonio Miers i Manolo Madruga) van decidir començar a tocar sota l'influx de la música d'Elvis Presley. Per completar el seu aprenentatge, s'apropaven al SEU del carrer Canuda o al teatre CAPSA del carrer Aragó, on actuaven grups com Blue Star, Estrellas Fugaces o Los Cocodrilos.
El 1960, Santi Carulla (posteriorment cantant de Los Mustang i company d'escola de Guillermo) es va unir a la formació. La primera actuació de Los Sírex va ser a la Penya barcelonista del carrer Casp. Seguirien concerts en el "Tropical" de Castelldefels. Aquest concert provoca que Santi Carulla se separi dels seus companys per la pressió del seu pare. Al seu lloc entraria en el grup com a nou cantant Antoni Miquel, àlies "Leslie", (l'"Anxoveta") i que actuava a Los Meteors. També entraria Lluís Gomis, que tocava en el conjunt instrumental Los Wildes. Més endavant es completarà el grup amb el fitxatge de Pepe Fontseré amb la guitarra rítmica.
Els Sírex es van identificar per practicar un rock'n'roll pur i amb lletres més agosarades (cosa que els va portar problemes amb la censura). El grup va començar a obtenir popularitat, actuant sobretot, al local El Pinar al Poble Sec.
Però el grup havia de fer un pas cap endavant, ja que havia de trobar una discogràfica que hi confiés. Els Sírex van acudir a un estudi rere un altre per fer proves. No seria fins a 1963 quan la discogràfica Vergara els va proposar un contracte per gravar un disc. Aquest llarga durada de 45rpm va tenir quatre cançons, on figuraven, entre d'altres, Muchacha bonita. Aquest primer disc va tenir un èxit acceptable venent un miler de còpies. Per al seu segon disc van incloure el tema San Carlos Club, en homenatge al local del carrer Gran de Gràcia on van estar actuant el 1963. En aquell temps, Los Sírex van començar a ser convidats a programes de TVE i fins i tot van actuar en un parell de pel·lícules: Noches del Universo i Superespectáculos del mundo, dirigides per Miguel Iglesias Bonns.
Però la seva ascensió definitiva arribaria a causa d'una sèrie de casualitats. El cap de l'editorial musical Canciones del Mundo.
Manuel Salinger, els va presentar un tema inèdit d'un tal Laredo anomenat La escoba. El grup, encara que no els va agradar la cançó, va acceptar arreglar-la. Així, sense creure-s'ho molt, la van incloure en el quart EP. Sobtadament, La Escoba va començar a sonar a totes les ràdios espanyoles. En aquest sentit, Oró explica que "la lletra que el grup va presentar al censor incloïa una estrofa en la que es deia: "Segundo, lo que haría yo segundo/barrería bien profundo/ todas cuantas cosas sucias/ se ven en los altos mundos". La censura va obligar el grup a canviar "altos" per "bajos" perquè considerava subversiva aquesta estrofa".
Però a més, Los Sírex serien coneguts a tot Espanya per ser els teloners del 2n concert de The Beatles a Espanya el 3 de juliol de 1965. El grup barceloní va actuar a la Monumental de Barcelona. Els Sirex, el dia de la seva actuació amb els Beatles, no es van quedar a veure l'actuació completa dels anglesos, perquè havien adquirit el compromís d'estar una hora més tard en un concert de Cornellà.
Entre 1968 i 1971 (i amb l'ajuda del seu representant José María Lasso de Vega) van iniciar una gira per Amèrica Llatina. El 1971, Los Sírex decideixen separar-se. Una separació que duraria cinc anys. El 2 de juliol de 1977, van tornar a unir-se arran d'un festival que va organitzar Gay Mercader. Des d'aleshores, la carrera discogràfica es va reiniciar donant lloc a 7 elapés més. El 1978 van participar en la quarta edició del Festival Canet Rock.

## Discografia
LP
- Los Sirex (1965)
- Sirex (1978)
- Ni Más ni Menos (1980)
- 21 Años de Sirex (1981)
- A tu Aire (1982)
- Madrid, Madrid (1984)
- 9 de Cada 10 Estrellas Bailan Rock (1994)
- Todos sus EP en Discos Vergara (2002)
- Todos sus Singles en Vergara y Ariola (2002)

EP (Selecció)
- Muchacha Bonita / Da Doo Ron Ron / Si de mí te Alejas / Twist and Shout (1964)
- Los Sirex Interpretan sus Propias Canciones (1964)
- La Escoba / ¡Qué Haces Aquí! / El Tren de la Costa / Cantemos (1965)
- Que se Mueran los Feos / Has de Ser mi Mujer / Culpable / El Tranvía (1965)
- Lo Sabes / Siempre te Retrasas / Cuanto más Lejos Estoy / Todas las Mañanas (1966)

## Llibres
- Los Sírex:50 años de historia que ni La Escoba ha podido barrer. De Javier de Castro y Àlex Oró (Lenoir, ISBN 978-84-9743-305-1)

## Curiositats
- El nom del grup el va proposar el baixista Guillermo Rodríguez, que treballava a la fábrica d'ulleres del seu pare i li va agradar la paraula Sirex que designa un fil d'ajust dels vidres a la muntures.[4]